# 이옥선
이옥선(李沃鮮, 1964년 7월 26일~)은 대한민국의 약사 출신 정치인이다. 덕성여자대학교에서 약학을 전공한 후 구 마산 지역에서 약사로 일하며 마산시의원 (2006~2010), 창원시의원(2010~2018), 제11대 경상남도의원(2018~2022)을 역임하였으며, 현재는 더불어민주당 창원시 마산합포구 지역위원장이자 중앙당 정책위원회 부의장이다.

## 학력
- 마산월포국민학교
- 제일여자중학교
- 제일여자고등학교
- 덕성여자대학교 약학 학사
- 경남대학교 대학원 NGO학 석사

## 경력
- 민주노동당 마산시위원회 위원장
- 마창여성노동자회 이사
- 마산시약사회 부의장
- 경남도약사회 근무약사위원장
- 2006. 7.~2010. 6. 제5대 경상남도 마산시의회 의원(민선 4기, 비례대표, 민주노동당→무소속→진보신당, 초선)
- 2010. 7.~2014. 6. 제1대 경상남도 창원시의회 의원(민선 5기, 경남 창원시 자 선거구, 진보신당→통합진보당→무소속, 초선)
- 2014. 7.~2018. 3. 제2대 경상남도 창원시의회 의원(민선 6기, 경남 창원시 아 선거구, 무소속→더불어민주당, 재선)
- 2018. 7. 1.~2022. 6. 30. 제11대 경상남도의회 의원(민선 7기, 경남 창원시 제7선거구, 더불어민주당, 초선)
- 2022. 7.~ 더불어민주당 경상남도당 창원시 마산합포구 지역위원회 위원장

## 역대 선거 결과
|  | 14.85% |

|  | 13.95% |

|  | 24.66% |

|  | 51.20% |

|  | 35.35% |

|  | 35.95% |